# Рат за пољско наслеђе
Рат за пољско наслеђе вођен је у периоду од 1733. до 1738. године између Аустрије и Русије са једне и Француске, Шпаније и Сардиније са друге стране.

## Повод
Август II Јаки на пољски престо долази 1697. године. Тада је отпочео тзв. Саксонски период пољске историје (1697—1763) који карактерише опадање пољске моћи и губитак њеног статуса европске силе. Пољском у овом периоду, са кратким прекидом, влада саксонска династија Ветин. Август накратко губи власт током Северног рата (1705—1709), али је руска победа код Полтаве обезбедила његов престо. Станислав Љешчински 1709. године бежи у Француску. Његова ћерка Марија тамо се удала за краља Луја XV (1725). Август је умро 1733. године. Станислав се надао да ће повратити престо. У томе је имао подршку зета Луја и његовог првог министра, кардинала Флерија. Луј и Флери желели су сузбити аустро-руски утицај у Пољској. Руска царица Ана и светоримски цар Карло потписали су 1732. године споразум по коме су договорили да Станислав неће наследити пољски престо. Флери је сукоб око пољског престола хтео искористити као повод да зарати са Аустријом не изгледајући као агресор. Август је умро 1733. године. Француски амбасадор у Варшави привлачи породице Потоцки и Чарторијски на страну Станислава. Аустријанци и Руси су подржали Августа III, изборника Саксоније и сина преминулог краља. У замену, Август је одустао од претензија на Ливонију (коју су 1721. године заузели Руси) и прихватио Прагматичну санкцију којом је Карло оставио престо женским потомцима. Обојица претендената проглашени су за краљеве. Тако је избио рат за пољско наслеђе (1733—1736). Пољаци су већином били на страни Станислава Љешчинског.

## Рат
Лешчињски се склонио у Данциг, али, како су град опсели Руси, отишао је 27. јуна 1734. године у Пруску. Пре тога, у априлу, део француских снага извршио је десант у близини Данцига, али није успео да се споји са градском посадом па се повукао. Французи су са 2000 људи извршили у мају поновни десант и заједно са посадом Данцига напали руске положаје. Пошто су одбијени, повукли су се у градско предграђе где су наставили борбу до јуна, а затим се предали. Руси улазе у Данциг 9. јула 1734. године.
Истовремено, борбе су вођене на три ратишта. У Немачкој је француска војска прешла Рајну (12. октобар 1733) и заузела Кел. Жестоке борбе су вођене код Филипсбурга и Брухзала. Французи су били спречени у намери да опседну Брајзах и Мајнц. У северној Италији, француско-шпанско-сардинске снаге су, након жестоких борби код Милана, Мантове и Парме одбацили Аустријанце средином 1735. године у Тирол. У јужној Италији и Сицилији, шпанска војска заузела је 10. маја 1734. године Напуљ, а 22. августа
искрцала се на Сицилију коју је освојила до јула 1735. године.
Рат је завршен Бечким миром од 3. новембра 1735. године који је потписан тек 18. новембра 1738. године. По одредбама Бечког мира Лешћински се одрекао пољског престола у корист Августа III, а за узврат добио сва његова имања у Лорену и Бару. Француска је добила Лорен.